# کارشناسی حقوق
کارشناسی حقوق (به انگلیسی: Bachelor of Laws) (مخفف شده به صورت LL.B. از عبارت لاتین: Legum Baccalaureus;) مدرک کارشناسی حقوق در بریتانیا و اکثر حوزه‌های قضایی کامن لا است. همچنین کارشناسی حقوق توسط دانشگاه‌های استرالیا، جمهوری خلق چین، هنگ کنگ، ماکائو، مالزی، بنگلادش، هند، ژاپن، پاکستان، اوگاندا، کنیا، غنا، نیوزیلند، نیجریه، سنگاپور، آفریقای جنوبی، بوتسوانا، اسرائیل، برزیل، تانزانیا، زامبیا و بسیاری از حوزه‌های قضایی دیگر اعطا می‌شود.